# 程定國
程定国（1885年—1916年），譜名正瀛，字定国，以字行。湖北鄂州泽林镇大山村下庄屋人，清末湖北新军陆军第八镇工程第八营士兵，参加文学社和共进会等革命組織。
1911年10月9日，孫武在漢口俄租界製作炸彈失敗，造成爆炸，俄籍巡捕立刻搜查，清朝官方於是得知革命行動。1911年10月10日，新軍革命黨人彭楚藩、刘复基、杨宏胜在东辕门被斩殺，部隊開始搜捕潛伏軍中的革命黨人，黨人人心惶惶。
1911年10月10日傍晚，该营第二排排长陶启圣前来查营，見到程定国與班长金兆龙抱著步槍睡覺，且身上私藏有子彈，陶启圣大罵：「爾謀反耶？」金兆龍對陶不滿，答曰：「反！反！即反矣！」陶启圣大怒，掌摑金兆龍，金兆龍還擊，與陶扭打在地，陶启圣佔上風，程定国以枪托偷襲陶启圣，從陶启圣背後開槍，將陶打成重傷，打响武昌起义第一枪。前隊隊官黃坤榮、司務長張文濤、八營代理管帶阮榮發先後趕來鎮壓，卻皆被程定國擊斃，此時共進會總代表熊秉坤立即鳴笛，宣布起義，程定国被編入敢死队，奋勇杀敌。
二次革命之后，参与镇压革命党，1916年被革命党人贾正魁抓获，沉入江中而死。